# هيئة الدفاع التطوعي (بأستراليا)
كانت فيلق الدفاع التطوعي (VDC) قوة عسكرية أسترالية متطوعة جزئيًا في الحرب العالمية الثانية على غرار الحرس الداخلي البريطاني.

## التاريخ
أسست رابطة العائدين والخدمات الأسترالية الهيئة في يوليو 1940 وضم في بداياته جنودًا سابقين خدموا خلال الحرب العالمية الأولى. تولت الحكومة إدارة الفيلق في مايو 1941 ومنحته مهام تدريب القوات على حرب العصابات وجمع المعلومات الاستخباراتية المحلية وتوفير دفاع ثابت لكل وحدة في منطقتها. تم استدعاء الجنرال هاري شوفيل، الذي تقاعد عام 1930، للخدمة عام 1940 ليشغل منصب المفتش العام للفيلق حتى وفاته في مارس 1945.
وسّعت الحكومة الفيلق في فبراير 1942 مع اندلاع حرب المحيط الهادئ، وفتحت باب الانضمام للرجال الذين تتراوح أعمارهم بين 18 و60 عامًا منهم العاملون في المهن المحجوزة. بلغ عدد أعضاء الفيلق حوالي 100,000 رجل، موزعين على 111 كتيبة تضم نحو 1,500 فرد بدوام كامل، وأكثر من 30,000 عضو بدوام جزئي، بالإضافة إلى أكثر من 43,000 فرد احتياطي في عام 1944.
نظرًا لتراجع التهديد لأستراليا، تغير دور الفيلق إلى تشغيل المدفعية المضادة للطائرات والمدفعية الساحلية والكشافات. في مايو 1944، تم إعفاء أعضاء الوحدات الداخلية من التدريب المنتظم في مايو 1944 وحُل الفيلق رسميًا في 24 أغسطس 1945.